# Maißbach (Zwettl)
Der Maißbach ist ein linker Zufluss zur Zwettl bei Jagenbach in der Stadtgemeinde Zwettl in Niederösterreich.
Der Maißbach entspringt nördlich von Watzmanns beim Kaltenbrunnberg (829 m ü. A.) im Bezirk Gmünd und fließt nach Osten ab, passiert dabei Friedreichs und danach Engelstein, wo knapp davor der Spiegelbach (auch Purkenbach genannt) einfließt, und gelangt schließlich nach Thaures. Dort mündet der von rechts kommende Ottenbach ein, der Großotten und die Gebiete bis Sitzmanns entwässert. Der Maißbach fließt weiter über Rothfarn nach Jagenbach, bis der aus Nordwesten kommende Glutschbach einfließt und bis er selbst am Ortsende von Jagenbach linksseitig in die Zwettl mündet. Sein Einzugsgebiet umfasst 44,9 km² in großteils offener Landschaft.